# Great Glemham

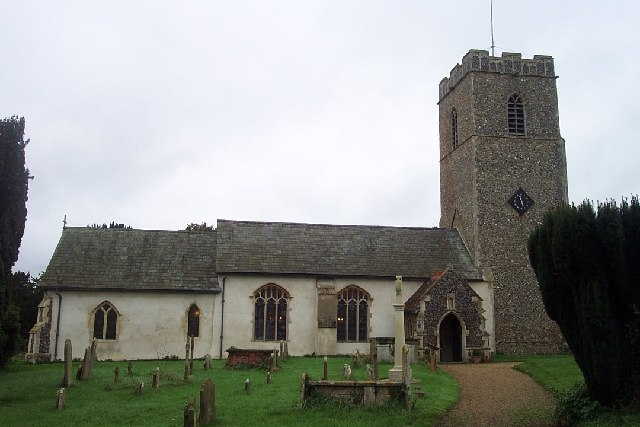
Iglesia de Todos los Santos

Great Glemham es un pueblo y una parroquia civil en el distrito costero de Suffolk, en el condado inglés de Suffolk. La parroquia civil tenía una población de 224 habitantes en el censo de 2011. Está a unos kilómetros de la carretera A12. Great Glemham tiene un pub y dos lugares de culto. Se encuentra entre las ciudades de Framlingham y Saxmundham.
Great Glemham House, la sede de los condes de Cranbrook, está cerca.